# Upper Takutu-Upper Essequibo
Upper Takutu-Upper Essequibo, Region 9 – jeden z dziesięciu regionów Gujany położony w południowo-zachodniej części państwa. Na północy graniczy z regionem Potaro-Siparuni, od wschodu z East Berbice-Corentyne, a od południa i zachodu z brazylijskimi stanami Pará i Roraima. Stolicą regionu jest Lethem. Pozostałe miejscowości to m.in. Aishalton, Good Hope i Surama.

## Geografia
Większość powierzchni regionu zajmuje rozległa sawanna Rupununi, a także góry Kanuku, Kamoa i Marundi (Marudi). Zalesione Góry Kanuku dzielą Rupununi na dwie części – północną i południową. Sawanny w północnej części zajmują około 5180 km², natomiast w południowej około 6475 km² regionu. Przez region przepływają rzeki Essequibo, Takutu, Kuyuwini i Rupununi.

## Gospodarka
Trawiaste sawanny Rupununi sprzyjają zwłaszcza hodowli bydła. Większość bydła jest hodowana w celu produkcji wołowiny, rzadziej w celu produkcji mleka. Istnieją duże rancza w Aishalton, Annai, Dadanawa i Karanambo. Duża część wyprodukowanej tu wołowiny eksportowana jest do sąsiedniej Brazylii, ponieważ transport do innych regionów Gujany, zwłaszcza regionu Demerara-Mahaica jest drogi. Mieszkańcy regionu są zatrudnieni również w kopalniach kamieni półszlachetnych u podnóża gór Kamoa i Marundi.

## Demografia
Rząd gujański, od czasu reformy administracyjnej w 1980 r., przeprowadzał do tej pory spisy ludności czterokrotnie, w 1980, 1991, 2002 i 2012 r. Według ostatniego spisu populacja wynosiła 24 212 mieszkańców. Upper Takutu-Upper Essequibo jest największym regionem pod względem powierzchni i trzecim od końca pod względem populacji. Jest najrzadziej zaludnionym regionem Gujany.
| Rok  | Populacja |
| ---- | --------- |
| 2012 | 24 212    |
| 2002 | 19 387    |
| 1991 | 15 058    |
| 1980 | 12 873    |

## Miejscowości
Miejscowości w regionie Upper Takutu-Upper Essequibo:

- Achiwib (Achiwuib Village)
- Adelair
- Aishalton (Aishalton Village)
  - Ishalton
- Altora Village
- Ambrose Village
- Annai (Anwai)
- Apoteri
- Arakwai Outstation
- Atamadpau
- Awariwaunau (Awaruwaunawa)
- Basha Village
- Biloku
- Bon Success (Bom Sucesso)
- Burisanawa Village (Village Burisanawa)
- Cajueiro
- Dadanawa
- Good Hope
- Hart
- Hawkins Mission
- Hiawa
- Illimir Village
- Imprenza
- Isherton

- Jacaretinga (Jakaretinga)
- Johi (Johi Village)
- Kaibarupai Village
- Karanambo
- Karasabai (Karasabai Village)
- Kataliriwau Outstation
- Konashen
- Kotoewau
- Kumu Village
- Kurukuru-Baibari
- Kwaimatta (Kwaimatta Village, Kwaiwatta Village, Kwamatta)
- Kwatata (Quatata)
- Lethem (Lethen)
- Lumidpau
- MacDonald
- Macusi Village
- Mamir Pawa
- Manari
- Marakanata
- Mariwa Village
- Maruranau (Maruranawa, Marurawaunawa, Marurawaunawa Village)
- Massara (Massara Village)

- McTurk
- Melvilles Ranch
- Meritizero
- Moco-Moco (Moco-Moco Village)
- Moreiro (Moreiru)
- Mountain Point
- Mountain View
- Muriwa Village
- Nappi Village (Village Nappita)
- Parabara
- Paricaranal (Parikaranal)
- Parishara (Parishara Village)
- Patarinau
- Peropo
- Pilanawa (Pilinawa)
- Pirara
- Powisanau Village
- Pukasanta Village
- Sabernawau Village
- Saint Ignatius (Saint Ignatius Mission)
- Sand Creek Village
- Santa Fe (Santa Fe Ranch, Santa Fé Ranch)
- Sawariwau (Sawariwaunawa)

- Shea (Shea Village, Shoa)
- Shulinab (Shulinab Village, Village Shulinab)
- Sunnyside
- Surama (Surama Village, Surumatra)
- Tamtom (Tamton)
- Taruma (Taruma Village)
- Tiger Pond Village
- Tipuru (Tipuru Village)
- Toka (Toka Village,Tuka)
- Wai-Wai
- Waiwoi Village
- Wakadanawa
- Wakakulud (Wakakulud Village)
- Warimure
- Wariwau (Wariwiau Village)
- Waruma (Waruma Outstation)
- Wichabai
- Woweta (Woweta Village)
- Yakarinta
- Yepi Village (Yepu Village)
- Yupukari (Eupukari, Yupukarri)